# Чёрный, Павел Васильевич
Павел Васильевич Чёрный (17 марта 1925, Марковка, Полтавская губерния — 19 апреля 1991, Марковка, Полтавская область) — советский военнослужащий, участник Великой Отечественной войны, полный кавалер ордена Славы, помощник командира взвода станковых пулемётов 44-го гвардейского стрелкового полка, гвардии старший сержант — на момент представления к награждению орденом Славы 1-й степени.

## Биография
Родился 17 марта 1925 года в селе Марковка Кобелякского района (ныне Полтавской области) в крестьянской семье. Украинец. Член ВКП(б) с 1944 года. Образование 7 классов.
В Красной армии с октября 1943 года. В боях Великой Отечественной войны с декабря 1943 года. Освобождал Украину, Молдавию, Польшу, Чехословакию, воевал на территории Германии.
Командир пулемётного расчёта 44-го гвардейского стрелкового полка гвардии младший сержант Чёрный 18 апреля 1944 года при отражении вражеской контратаки у деревни Старые Липканы ликвидировал свыше отделения противников.
19 апреля 1944 года в этом же районе выдвинулся со своим пулемётным расчётом вперёд, прикрыл наступление стрелковой роты.
Приказом командира 15-й гвардейской стрелковой дивизии от 9 мая 1944 года за мужество, проявленное в боях с врагом, гвардии младший сержант Чёрный награждён орденом Славы 3-й степени.
21 августа 1944 года у села Дольне Чёрный в составе того же полка и дивизии выдвинулся за передовые позиции роты и при отражении вражеской контратаки отсёк огнём вражескую пехоту от танков, уничтожив при этом свыше десяти противников.
Приказом по 5-й гвардейской армии от 7 сентября 1944 года гвардии младший сержант Чёрный награждён орденом Славы 2-й степени.
Помощник командира взвода станковых пулемётов гвардии старший сержант Чёрный 25—27 января 1945 года у села Хальбендорф участвовал в отражении девяти вражеских контратак, истребил много противников, подавил два пулемёта.
Указом Президиума Верховного Совета СССР от 10 апреля 1945 года за мужество, отвагу и героизм, гвардии старший сержант Чёрный Павел Васильевич награждён орденом Славы 1-й степени.
В 1957 году старший лейтенант Чёрный уволен в запас. Жил в селе Марковка.
Награждён орденами Славы 1-й, 2-й и 3-й степени, Отечественной войны 1-й степени, Красной Звезды, медалями.
Умер 19 апреля 1991 года.
Бюст П. В. Чёрного установлен в городе Кобеляки Полтавской области.